# Tour de Murcie
Le Tour de Murcie (officiellement  Vuelta Ciclista a Murcia) est une course cycliste espagnole organisée dans la région de Murcie. 

## Histoire
La course est réservée aux coureurs amateurs jusqu'en 1985, avant de passer professionnelle. À l'origine, l'épreuve est disputée en mars sous la forme d'une course à étapes de cinq jours. Cependant, en raison de la crise économique espagnole, la course est ramenée à trois étapes en 2011, puis à deux étapes en 2012. Elle fait alors partie de l'UCI Europe Tour, en catégorie 2.1 de 2005 à 2012. 
Les organisateurs de l'épreuve interdisent toutes les équipes italiennes de prendre part à l'édition 2010 de la course. Cette décision est prise en raison de l'interdiction à l'encontre du cycliste espagnol Alejandro Valverde, de participer à des courses sur le sol italien. En effet, le Comité olympique national italien l'a banni en raison de ses liens avec le docteur de l'Affaire Puerto sur le dopage sanguin. En 2011, Alberto Contador remporte le classement général et le classement par points après avoir remporté deux étapes, dont le contre-la-montre individuel. Toutefois, en février 2012, il est suspendu et tous ses résultats obtenus après juillet 2010 sont annulés. Le Français Jérôme Coppel récupère la victoire au classement général.
Entre 2013 et 2018, le Tour de Murcie est organisé sur une seule journée et est décalé à la mi-février du calendrier international. Il fait partie de l'UCI Europe Tour en catégorie 1.1 et se déroule sur un parcours allant de 180 à 208 kilomètres selon les éditions. En 2019 et 2020, le Tour de Murcie redevient une course par étape, tracée sur deux étapes. Elle commence par une étape de plaine et se termine par une étape de moyenne montagne. Depuis 2021, l'épreuve se déroule à nouveau sur une journée et un parcours d'environ 190 kilomètres.

## Palmarès
| Année                                | Vainqueur               | Deuxième                 | Troisième             |
| Tour cycliste de Murcie-Costa Cálida |                         |                          |                       |
| ------------------------------------ | ----------------------- | ------------------------ | --------------------- |
| 1981                                 | Pedro Delgado           |                          |                       |
| 1982                                 | José Salvador Sanchis   |                          |                       |
| 1983                                 | Francisco Javier Cedena |                          |                       |
| 1984                                 | Ricardo Martínez        |                          |                       |
| 1985                                 | José Recio              | Jesús Blanco Villar      | Pedro Delgado         |
| 1986                                 | Miguel Indurain         | Pello Ruiz Cabestany     | Jaime Vilamajó        |
| 1987                                 | Pello Ruiz Cabestany    | Carlos Hernández Bailo   | Mariano Sánchez       |
| 1988                                 | Carlos Hernández Bailo  | William Palacio          | Antonio Martínez      |
| 1989                                 | Marino Alonso           | Silvano Contini          | Víctor Gonzalo Guirao |
| 1990                                 | Tom Cordes              | Santos Hernández         | Eduardo Chozas        |
| 1991                                 | José Luis Villanueva    | Claudio Chiappucci       | Julián Gorospe        |
| 1992                                 | Álvaro Mejía            | Antonio Martín           | Melchor Mauri         |
| 1993                                 | Carlos Galarreta        | Laudelino Cubino         | Eddy Bouwmans         |
| 1994                                 | Melchor Mauri           | Aitor Garmendia          | Herminio Díaz Zabala  |
| 1995                                 | Adriano Baffi           | Erik Breukink            | Maurizio Fondriest    |
| 1996                                 | Melchor Mauri           | Wladimir Belli           | Rodolfo Massi         |
| 1997                                 | Juan Carlos Domínguez   | García Garcia            | Santos González       |
| 1998                                 | Alberto Elli            | Alexandre Vinokourov     | Marco Pantani         |
| 1999                                 | Marco Pantani           | Javier Pascual Rodriguez | Beat Zberg            |
| 2000                                 | David Cañada            | Javier Pascual Llorente  | José Alberto Martínez |
| 2001                                 | Aitor González          | Javier Pascual Llorente  | Mikel Zarrabeitia     |
| 2002                                 | Víctor Hugo Peña        | Jan Hruška               | Oscar Camenzind       |
| 2003                                 | Javier Pascual Llorente | Jan Hruška               | Haimar Zubeldia       |
| 2004                                 | Alejandro Valverde      | José Iván Gutiérrez      | Cadel Evans           |
| 2005                                 | Koldo Gil               | Antonio Colom            | Damiano Cunego        |
| 2006                                 | José Iván Gutiérrez     | David Bernabéu           | Jan Hruška            |
| 2007                                 | Alejandro Valverde      | Ángel Vicioso            | Manuel Lloret         |
| 2008                                 | Alejandro Valverde      | Stefano Garzelli         | Alberto Contador      |
| Tour cycliste de la région de Murcie |                         |                          |                       |
| 2009                                 | Denis Menchov           | Rubén Plaza              | Pieter Weening        |
| 2010                                 | František Raboň         | Denis Menchov            | Bradley Wiggins       |
| 2011                                 | Jérôme Coppel,          | Denis Menchov            | Wout Poels            |
| Tour cycliste de Murcie              |                         |                          |                       |
| 2012                                 | Nairo Quintana          | Jonathan Tiernan-Locke   | Wout Poels            |
| 2013                                 | Daniel Navarro          | Bauke Mollema            | Alejandro Valverde    |
| 2014                                 | Alejandro Valverde      | Tiago Machado            | Davide Rebellin       |
| 2015                                 | Rein Taaramäe           | Bauke Mollema            | Zdeněk Štybar         |
| 2016                                 | Philippe Gilbert        | Alejandro Valverde       | Ilnur Zakarin         |
| 2017                                 | Alejandro Valverde      | Jhonatan Restrepo        | Patrick Konrad        |
| 2018                                 | Luis León Sánchez       | Alejandro Valverde       | Philippe Gilbert      |
| 2019                                 | Luis León Sánchez       | Alejandro Valverde       | Peio Bilbao           |
| 2020                                 | Xandro Meurisse         | Josef Černý              | Lennard Kämna         |
| 2021                                 | Antonio Jesús Soto      | Ángel Madrazo            | Gonzalo Serrano       |
| 2022                                 | Alessandro Covi         | Matteo Trentin           | Matis Louvel          |
| 2023                                 | Ben Turner              | Simon Clarke             | Jordi Meeus           |
| 2024                                 | Ben O'Connor            | Jan Tratnik              | Tim Wellens           |
| 2025                                 | Fabio Christen          | Aurélien Paret-Peintre   | Christian Scaroni     |

## Statistiques
| Victoires | Coureur            | Pays    | Années                         |
| --------- | ------------------ | ------- | ------------------------------ |
| 5         | Alejandro Valverde | Espagne | 2004, 2007, 2008, 2014 et 2017 |
| 2         | Melchor Mauri      | Espagne | 1994 et 1996                   |
| 2         | Luis León Sánchez  | Espagne | 2018 et 2019                   |

| Victoires | Pays                                                                          |
| --------- | ----------------------------------------------------------------------------- |
| 28        | Espagne                                                                       |
| 4         | Italie                                                                        |
| 3         | Colombie                                                                      |
| 1         | Belgique Estonie France Pays-Bas Tchéquie Royaume-Uni Russie Australie Suisse |